# Tramwaje w Hidalgo del Parral
Tramwaje w Hidalgo del Parral − zlikwidowany system komunikacji tramwajowej w meksykańskim mieście Hidalgo del Parral, działający w latach 1908−1909.

## Historia
W maju 1907 została założona spółka Ferrocarril Urbano de Hidalgo del Parral. Spółka ta zamówiła 11 wagonów, w tym cztery wagony doczepne, w firmie Danville Car Company w Danville. Tramwaje w Hidalgo del Parral uruchomiono prawdopodobnie w lutym, gdyż pod koniec stycznia wszelkie prace były już na ukończeniu. W mieście były dwie trasy tramwajowe: od dworca kolejowego do Plaza Guillermo Baca skąd jedna trasa prowadziła do La Garita, a druga do Benito Juárez. System zlikwidowano 11 października 1908 po awarii przetwornika prądu. 